# Мекссат-3
Mexsat 3 (Мекссат 3, также названный Мекссат Бисентенарио, в честь празднования двухсотлетия независимости Мексики) — первый из орбитальных спутников сети MEXSAT (Мексика), запуск которого произошёл в 18:50 по местному времени 19 декабря 2012. Этот коммуникационный спутник контролирует два других спутника сети. Это спутник, служащий для постоянной связи платформы STAR-2, был изготовлен компанией Орбитал Сайенсиз Корпорейшн. Занимает орбитальную позицию 114,9° з. д. и был запущен на борту ракеты Ariane 5 с космической базы Куру во Французской Гвиане. Основные предназначения: предоставление широкополосного доступа в интернет, спутниковая телефония высокого качества, видеоконференции, телемедицина и дистанционное образование.